# 盧崇勳
盧崇勳（16世紀—17世紀），字惟敏，廣東廣州府增城縣沙貝人，明朝政治人物。

## 生平
盧崇勳是萬曆十六年（1588年）戊子科廣東鄉試舉人，三十二年（1604年）授分水知縣，遇上水災損害莊稼，他拿出俸祿倡賑，存活甚眾，又嚴禁溺女改變風俗，三十七年（1609年）擢漳州同知，抓捕流寇不遺餘力，三十八年（1610年）因父母離世回鄉，有部下嘲笑他：「盧哥此去不復回，爾腸何熱我何灰？」他並不理會，四十年（1612年）復任，該部下羞愧遁去。同年署詔安縣事，人民知道他英明且嚴厲而不敢犯事，詔安山高海深，湖廣盜賊多聚集為患，他捐俸每十里置一警舖，調浙江兵士十名守衛，使得道路安寧，威惠並著，後因忤逆上級轉為福王府長史，以終養家人不再出仕。他個性廉靜，任官時不好繁華，辭官後不連絡官府，崇禎初年以冊立皇太子得進階中順大夫，十一年（1638年）入祀鄉賢祠，並入祀分水名宦祠。

## 引用
1. 1 2  民國《增城縣志·卷十九·人物二》：盧應周，字少文，沙貝人……後贈奉政大夫。子崇勳，字惟敏，舉萬厯戊子，授浙江分水縣知縣，會大水害稼民艱食，崇勳蠲俸以倡賑，所存活甚眾，嚴禁溺女，俗為之變，擢福建漳州府同知，分水人如失怙恃，漳州瀕海，其子弟多不安生業，習為奸匪，向倚豪民為窟穴，及事覺即跳走重洋，踪跡飄忽莫可問，崇勳至捕之即得，咸驚以為神，奉委並察泉州諸屬邑，釐奸剔蠧毫髮無遁情，榷海澄、攝漳浦、戢詔安，礦徒起南靖，洊饑所在著威惠焉，竟以執法忤上官，遷福藩長史，以終養辭不起。勳性廉靜，居官時無紛華之好，解組後不通冠蓋，為有司所重，崇正初以冊立皇太子恩進階中順大夫，戊寅有司採輿論祀于鄉賢祠，分水人祀之名宦。
2. ↑  光緒《分水縣志·卷六·官師志》：知縣盧崇勳，增城人，萬厯三十二年任，愛士恤民多美政，其最著者蠲豁災田、優免士產，近世罕有其匹。
3. ↑  光緒《漳州府志》·卷二十五·宦績二：盧崇勳，增城進士，萬厯三十七年任漳州海防同知，馭下以法不少假借，奸猾惡之，秩滿將歸，群下送半里許，嘲之曰：「盧哥此去不復回，爾腸何熱我何灰？」崇勳若為弗聞也，未幾復任，嘲者悉愧服遁去，萬厯四十年署詔安縣事，民知其明且嚴也，相戒不敢犯，詔邑山高海深，湖廣諸盜多叢集為患，崇勳捐俸每十里置一警舖，調浙兵十名守之，道路以寧。